# あつまれ!ふしぎ研究部
『あつまれ！ふしぎ研究部』（あつまれ ふしぎけんきゅうぶ）は、安部真弘による日本のギャグ漫画。『週刊少年チャンピオン』（秋田書店）にて、2016年44号から2024年33号まで連載された。略称は「ふし研」。同じ趣味を持つ仲間が見つからず、ふしぎなことを研究するという名目で寄せ集まってできたふしぎ研究部の3人の少女たちと、高校に入りやりたいことが見つからない主人公の部活動を描いたギャグ漫画。

## あらすじ
熊が出るほどの山奥にある南湘高校に通う1年生の五領大祐は、帰宅部であるがゆえに放課後、先生に倉庫への荷物運びの仕事を頼まれてしまう。
新倉庫と間違えて旧倉庫に向かう大祐だったが、そこは廃部寸前のふしぎ研究部の部室だった。

## 登場キャラクター

### 南湘高校
作中における主な舞台となる高校。学力については大祐曰く「割と偏差値低い」「バカでも入れる」とのこと。学校自体が山の上にあり、また旧倉庫を利用したふしぎ研究部の部室はやや校舎から離れた林の中にある。ふしぎ研究部の部室には大祐入部前から「クマ注意」のポスターが貼ってあり、実際に部室には何度か熊が出没した。
数々の部活動が確認されているが、少人数のみで活動している部活が多く、ふしぎ研究部も大祐が入る以前は人数不足で廃部寸前であった。例外として実績の多いレスリング部は設備が充実している。
所在地は明記されていないが、前作『侵略!イカ娘』の舞台は湘南海岸であり、この高校名は湘南を逆にした名前である。また、この作品において海の描写は少ないが南湘高校屋上から海が見えるくらいに近い。
また、137話で水着を買う話では舞台となる場所が「SYONAN PALKO」である。

#### ふしぎ研究部
五領 大祐（ごりょう だいすけ）
南湘高校1年3組在籍。教師に倉庫に荷物を運ぶように頼まれ、間違って入ったふしぎ研究部の部室でことねに催眠術をかけられふしぎ研究部に入部。
催眠術にかかりやすい体質でことねの催眠術はほぼかかってしまう。緊急回避行動をとってしまうほど犬が苦手。
作中で登場する女子から大なり小なり好意を持たれているが本人は気づいていない。母と妹は鈴が大祐の彼女と思っている。巨乳好き。ラッキースケベ体質。
勃起をするとすぐに座ってしまう一連の動作が定番となっている。
母親似で女装をすると母とほぼ同じ外見になり、走ることに関する潜在的素質も元陸上部エースであった母譲り。
大原 ことね（おおはら ことね）
南湘高校3年。催眠術研究担当。ふしぎ研究部部長。
特進クラスに在籍し学園内では男女問わず人気があり学校内に大規模なファンクラブが存在している（32話の時点で既に会員番号0122以上の会員証が発行されている）。読者からの人気も高く、人気投票では毎回圧倒的大差で1位を獲得していた。
催眠術の腕前は本物。白衣を着ているのは催眠術師らしく見せるためで特に意味は無い。
催眠術師のイメージを重視することから、催眠術に関してプライドが高く、催眠術にかからない和香に対して半ば強迫観念を抱かせるほどの勢いで接したり、催眠術に期待しすぎてかかり難くなってしまった早坂に対して信頼感を下げるためにギャルの格好をして催眠をかける、後輩（主に大祐）に対して頼られたい、お化けが怖いことをバレたくないなどの一心から奇行に走ることもある。温泉合宿や、スキー合宿で大祐に頼ることを覚えたり、益々、大祐への依存度が上がってきている。
虫が苦手でカブト虫ですら駄目。雷に対しても、室内にいても恐怖を感じる。
カナヅチで泳げない。運動神経もそんなよくはなく、走りも遅い。
巨乳でありスタイルもよく大祐の勃起ネタの原因になる回数が圧倒的に多いが、体重を気にしている。その一方で、着々と食いしん坊キャラを確立させている。
大祐が入部するまでは他二人にさえ「隙がない」と言われるほどそつがなかったようである。時折こけては大祐にキャッチされる、といったドジをさらす。
彼女も大祐に好意を抱いており、千晶ほど表立ってリアクションはしないものの他二人に接近の疑いがあったりすると目の色を変える。
神田 千晶（かんだ ちあき）
南湘高校2年3組在籍。マジック研究担当。マジックは気合でやるものと勘違いし、マジシャンの常套句「タネも仕掛けもありません」を信じているため、まだ一度もマジックを成功させたことがない。身体能力は高く、本人曰く体育にパラメーターを全振りしている。
性格は、明朗活発だが乙女の部分も持っている。心霊やお化けなどに対してはかなり怖がり、その時に近くにいる大祐の肉体および服を破壊するのが定番の流れとなっている。
高浜麗子とは元クラスメイト。『怪力の千晶』として『呪いの鈴』と同様に学校内で恐れられている。鈴よりはあるが、胸が未発達なのを気にしている。
4人兄弟で長女。兄弟たちからはマジックの腕を褒められているが、マジックで器物を壊しては母親によく怒られている。酔うと鈴とは対称的に泣き上戸になる。
彼女も大祐に惚れており、大祐の飲みかけのペットボトルを狙ったり、大祐の使用済みのリップを意識したり、大祐の学ランを勝手に羽織ったり、麗子ほどではないが変態の要素を所持している。
二宮 鈴（にのみや すず）
南湘高校1年5組在籍。オカルト研究担当。呪いグッズ収集が趣味で自分で藁人形も作る。外見は小柄で小学6年生の結よりも幼く見られる。胸がないのを気にしており、ことねの胸に嫉妬する描写が見られる。
心霊写真や心霊現象などを撮影するために様々な撮影器具を持っている。市松人形の松子を溺愛している。大祐の家に泊まったのをきっかけに結と仲良くなる。酔うと千晶とは対称的に笑い上戸になる。
クラスでも学校全体でも『呪いの鈴』として敬遠されていたが、山下みなとをはじめとするクラスメイトと打ち解けている。
大祐へのアピールの仕方は独特で、いつの間にか大祐のベッドで同衾してる、いつの間にか大祐の膝の上に座っている、いつの間にか大祐に腕枕させているなど、肉体に接触することが多い。年齢的なアドバンテージか、ことね、千晶に対し大祐に関して嫉妬することはあまりないが、アドバンテージがなくなる和香に対しては張り合うことが多い。
平塚 和香（ひらつか ののか）
南湘高校1年。元化学部。特進クラスに在籍している。化学部廃部に伴い行き場を失い、夏休み誰もいないふしぎ研究部の部室を占拠する。化学知識や惚れ薬などを使い大祐達を籠絡してふしぎ研究部を乗っ取ろうとするが失敗する。
大祐や麗子とは逆に、ことねの催眠術が効かない。（現在、250話時点で一度もかかったことがない。）
実は、霊感体質であり、温泉や、帰宅時に霊を見ているが本人の思想から霊だと認識していない、そして、鈴にうらやましがられるまでが一連の流れ。
嗅覚が異常に優れている。視力が悪く普段は瓶底眼鏡をかけているが、外すと美少女になり、後にことねに匹敵するファンクラブが結成された。
後にふしぎ研究部に仮入部する。157話にて正式に入部している。
微生物に対してかなりの嫌悪感があり、海に入るのもためらったり、プールの掃除でオリジナルの洗剤を作ったりしている。だが、潔癖症というわけではなく、大祐に肩車してもらったり肌の接触などは寛容で彼の好意も隠さずにいたりと他の部活メンバーからはある意味危険視されている。
春日野 旭（かすがの あさひ）
保健の先生。占い研究担当。ふしぎ研究部顧問。なり手のないふしぎ研究部の顧問をおだてられ半ば押し付けられる形で請け負う。
超天然で催眠術にかかる際も命令を間違って解釈してしまう。占いはよく当たる。コスプレ好きだがノリが良すぎて部員からはひかれることが多い。ドジっ子体質。女子高出身。年齢は秘密。

#### 風紀委員
高浜 麗子（たかはま れいこ）
南湘高校2年。不健全な妄想癖のある風紀委員。メガネ巨乳。
第41話の柱の次回予告では、間違いで「委員長」とされていた。当初はふしぎ研究部を廃部させようと目論むが、大祐の体を張った説得により、自らをも犠牲（研究材料）として提供するも全員から断られた。以後は大祐に会うためか隙あらば部員を連行するためか定かではないが、頻繁にふしぎ研究部を見張りに来るようになった。第234話にて大祐とラインを交換している。
千晶とは1年時にクラスメイトであった。
大祐に好意を持っているが大祐にはその変態的な妄想癖から引かれ気味。妄想癖だけでなく、実際に大祐の縦笛などを返却しない、大祐の学ランの匂いを嗅ぐなどの変態行為も行っている。本人は妄想癖を隠せていると思っているようだが、周囲には見抜かれていることに気付いていない。大祐同様催眠術にかかりやすい体質の持ち主。
八幡 撫子（やわた なでしこ）
南湘高校の風紀委員長。ハイネックのインナーが特徴。ハイネックは校則違反であると大祐に指摘された際、脱ごうとしてスポーツブラを大祐に披露している。

#### 新聞部
吉沢 かなめ（よしざわ かなめ）
南湘高校3年。新聞部部長。千晶をして厄介な人と言わしめる人物。生徒の特技と弱点を全て調査済み。さらには大祐の担任の弱点すら把握済みで、多少の無茶も押し通せる。しかし、知っているだけで催眠術へはかかる。大祐のことは初心で可愛いから好きだと言っているが、どの程度本気かは不明。

#### 陸上部
早坂 蘭（はやさか らん）
南湘高校2年。体育祭のクラブ対抗リレーでふしぎ研究部に負けたことをきっかけにアンカーで陸上部部長に勝った大祐に興味を持つ（実際はことねの催眠術の火事場の馬鹿力効果による物）。体育祭で見せた大祐の実力は催眠術による物だと知るも、潜在能力の高さに変わりはないと大祐を陸上部に勧誘する。

#### 女子レスリング部
飯野 響子（いいの きょうこ）
県大会優勝の実績を持つレスリング部員。南湘祭美少女コンテストでことねと一騎打ちをする。
179話にて大祐を好きになっていることが判明。その動機は白雪姫姿の大祐に一目惚れしたこと。バレンタインデーには大祐に本命チョコをプレゼントするなど積極的。

#### 美術部
大住 彩（おおすみ あや）
153話から登場。南湘高校3年生。美術部部長。白衣に絵の具を返り血のようにつけている。目の隈が酷く、吐血しがち。ヌードデッサンばかり描く。
たくさん寝ると隈が取れて健康的になりかわいらしくなるが、絵にも毒がなくなる。

#### 演劇部
岡崎 雅史（おかざき まさし）
演劇部の1年男子。瞳の中に常にV字が入る。女装をするために演劇部に入ったが演劇がしたいわけではない。
徐々に男装（？）もするようになっていく。女装時は男子に、男装時は女子に好かれる。

#### サバゲー部
女子二人、男子一人で活動してる模様。廃部阻止のため、ふしぎ研究部にサバゲー勝負を挑む。

#### 天文部
部員は女子一人で、夜中に学校の屋上で天体観測をしている。サバゲー部に合流した模様。

#### 生物部
岡田 ひなた（おかだ ひなた）
223話に登場。関西弁とヘアバンド、ぱっつん前髪におさげが特徴。ふしぎ研究部に蛇の駆除を依頼する。

#### 大祐のクラスメイト
田中 良子（たなか りょうこ）
南湘高校1年3組在籍。大祐の隣の席に座るクラスメイト。家事が得意で巨乳のギャル系。実家は農家。大祐を密着取材したいかなめに代返を引き受けてもらい授業をさぼる。
喫茶マーコットでバイトをしていて、外見とは裏腹に仕事をしっかりこなす働き者。何かと大祐にちょっかいを出して困らせる一方、他の女性陣をやきもきさせることが多い。

#### 鈴のクラスメイト
山下 みなと（やました みなと）
南湘高校1年5組在籍。鈴と仲良くなろうとしてくれる3人組のひとり。
漫画家を志望しており、鈴に似た魔法少女が主人公の漫画を描く。後半では雑誌チャンピオ（読み切り掲載時はチュンピオン）で不定期連載を持つ。ペンネームは「海上ミナト」（うながみ-）。

#### 大原ことねファンクラブ
松原 真司（まつばら しんじ）
大原ことねファンクラブ会員番号0001番。会員数が120人を超すファンクラブのリーダー的存在。

### 主人公の関係者
五領 結（ごりょう ゆい）
大祐の妹。小学6年生。心霊写真を撮りに五領家にやってきた鈴と仲良くなる。鈴よりも発育がよく中学生以上にみられる。鈴が大祐の彼女ではないことを残念がっており、2人は付き合うべきだと考えている。顔は父親似。
神田 健太（かんだ けんた）
千晶の弟で小学生。兄弟の中で千晶に次いで年長者だと思われる。結に好意を持っている。初対面の鈴を小学生だと勘違いした。
五領 恵（ごりょう めぐみ）
大祐と結の母親。容姿は女装した大祐と身長以外ほとんど変わらない。57話で麗子に胸を揉まれている。元陸上部のエースで、196話では大祐と間違えられ仮装リレーに出場し優勝している。名前は286話で判明した。
大祐の父
大祐と結の父親。名前は明かされていない。4巻あとがきで登場が示唆されていたが、実際に登場したのは304話。

### その他
まこと
喫茶マーコットのオーナー。お姉口調だが怒ると怖い。良子からは「まこちん」と呼ばれている。

## 登場アイテム
ふしぎ研究部部室
第1話から登場している旧倉庫。表にはベンチがあり、その上には「クマ注意」の張り紙がしてある。当初は外の柱には藁人形が刺さっていた。また扉から向かって右の窓は当初割れておりほぼ野ざらしだった。
第18話で天井に穴が開き、雨水が漏れ出している。
第36話では熊に窓を破られ、50話にて新倉庫に保管してあった代わりの窓で修理された。
第54話で、麗子がドアを破壊、部活対抗リレーの賞金5万円が修繕費に当てられた。
第89話にて千晶によって壁に穴があけられるが、91話では塞がっていた。
第175話、千晶が壁を一面倒壊させるも業者に頼んで修理してもらっている。
第192話にてコンセントが設置された。ただし、木造故発火のリスクを避けるためタコ足不可で家電を一つだけしか使えない。
松子
鈴が常備している市松人形。第1話から登場。着物を脱がすと謎の御札が貼ってある。顔の左側のみにヒビが入っているが、ふしぎなことに59話では顔の右側にヒビが入ってる。過去四代にわたって持ち主を謎の死に追いやったといういわくが付いている。大祐は『持ち主に幸福を与え、周りに迷惑をかける』呪いがあると思っている。第11話のタイトルにもなっている。
五円玉
ことねが催眠術を用いるときに使う。スリングで結ばれており、使わないときは、ことねの髪止めにひっかけるようにしてある。第15話のタイトルにもなっている。
邪神アンバボー
鈴が所持している呪いのお面の名前。鈴は『邪神アンバボーに乗っ取られると無条件に女の子に抱き着いてしまう』という嘘の呪いをでっち上げた。
白衣
作中に愛用している人物が多く出る。

## 書誌情報
- 安部真弘 『あつまれ！ふしぎ研究部』 秋田書店〈少年チャンピオン・コミックス〉、全20巻
  1. 2017年4月7日発売[6][7]、ISBN 978-4-253-22821-3
  2. 2017年9月7日発売[8]、ISBN 978-4-253-22822-0
  3. 2018年2月8日発売[9]、ISBN 978-4-253-22823-7
  4. 2018年7月6日発売[10]、ISBN 978-4-253-22824-4
  5. 2018年12月7日発売[11]、ISBN 978-4-253-22825-1
  6. 2019年5月8日発売[12]、ISBN 978-4-253-22826-8
  7. 2019年9月6日発売[13]、ISBN 978-4-253-22827-5
  8. 2020年2月7日発売[14]、ISBN 978-4-253-22828-2
  9. 2020年8月6日発売[15]、ISBN 978-4-253-22829-9
  10. 2020年12月8日発売[16]、ISBN 978-4-253-22830-5
  11. 2021年4月8日発売[17]、ISBN 978-4-253-22831-2
  12. 2021年9月8日発売[18]、ISBN 978-4-253-22832-9
  13. 2022年3月8日発売[19]、ISBN 978-4-253-22833-6
  14. 2022年7月7日発売[20]、ISBN 978-4-253-22834-3
  15. 2022年11月8日発売[21]、ISBN 978-4-253-22835-0
  16. 2023年4月7日発売[22]、ISBN 978-4-253-22836-7
  17. 2023年8月8日発売[23]、ISBN 978-4-253-22837-4
  18. 2024年1月5日発売[24]、ISBN 978-4-253-22838-1
  19. 2024年6月7日発売[25]、ISBN 978-4-253-22839-8
  20. 2024年10月8日発売[26]、ISBN 978-4-253-22840-4